# NGC 1739
NGC 1739 је спирална галаксија у сазвежђу Зец која се налази на NGC листи објеката дубоког неба.
Деклинација објекта је - 18° 10' 2" а ректасцензија 5h 1m 47,3s. Привидна величина (магнитуда) објекта NGC 1739 износи 13,4 а фотографска магнитуда 14,2. NGC 1739 је још познат и под ознакама ESO 552-50, MCG -3-13-55, PGC 16586.